# Ekstraklasa 2023-2024
L'Ekstraklasa 2023-2024, nota anche come PKO Bank Polski Ekstraklasa 2023-2024 per ragioni di sponsorizzazione, è stata la 98ª edizione della massima serie del campionato polacco di calcio, la 90ª edizione nel formato di campionato, iniziata il 21 luglio 2023 e terminata il 25 maggio 2024.
Il Raków Częstochowa è la squadra campione in carica. Il titolo è stato vinto dal Jagiellonia, al suo primo titolo nazionale.

## Stagione

### Novità
Dalla stagione precedente sono stati retrocessi in I liga il Wisła Płock, il Lechia Danzica e il Miedź Legnica, ultime tre classificate in campionato.
Dalla I liga 2022-2023 sono stati promossi ŁKS e Ruch Chorzów, prime due classificate, insieme con il Puszcza Niepołomice, vincitore degli spareggi.

### Formula
Dopo la riforma attuata nel corso della stagione 2020-2021, per la terza volta l'Ekstraklasa conta sulla partecipazione di 18 squadre anziché 16. Le compagini si affrontano in gare di andata e ritorno per un totale di 34 giornate, al termine delle quali la prima si laurea campione di Polonia - oltre a classificarsi per il primo turno di qualificazione della UEFA Champions League 2024-2025, mentre la seconda e la terza accederanno alla UEFA Conference League 2024-2025 assieme alla vincitrice della Puchar Polski 2023-2024. Le ultime tre classificate retrocedono in I liga.

## Squadre partecipanti
| Club                | Città       | Stadio                                         | Stagione precedente |
| ------------------- | ----------- | ---------------------------------------------- | ------------------- |
| KS Cracovia         | Cracovia    | Stadio Józef Piłsudski                         |                     |
| Górnik Zabrze       | Zabrze      | Stadio Ernest Pohl                             |                     |
| Jagiellonia         | Białystok   | Stadio municipale (Białystok)                  |                     |
| Korona Kielce       | Kielce      | Stadio Municipale                              |                     |
| Lech Poznań         | Poznań      | Stadio municipale (Poznań)                     |                     |
| Legia Varsavia      | Varsavia    | Stadio dell'Esercito polacco                   |                     |
| ŁKS                 | Łódź        | Stadio municipale (Łódź)                       |                     |
| Piast Gliwice       | Gliwice     | Stadio Piasta Gliwice                          |                     |
| Pogoń Stettino      | Stettino    | Stadio municipale (Stettino)                   |                     |
| Puszcza Niepołomice | Niepołomice | Stadio Józef Piłsudsk                          |                     |
| Radomiak Radom      | Radom       | Stadion im. Braci Czachorów                    |                     |
| Raków Częstochowa   | Częstochowa | Miejski Stadion Piłkarski Raków w Częstochowie |                     |
| Ruch Chorzów        | Chorzów     | Stadio Piasta Gliwice                          |                     |
| Stal Mielec         | Mielec      | Stadion Stali Mielec                           |                     |
| Śląsk Breslavia     | Breslavia   | Stadio municipale (Breslavia)                  |                     |
| Warta Poznań        | Poznań      | Stadio Dyskobolia Grodzisk Wielkopolski        |                     |
| Widzew Łódź         | Łódź        | Stadio Municipale                              |                     |
| Zagłębie Lubin      | Lubin       | Stadio Zagłębie Lubin                          |                     |

## Allenatori e primatisti
| Squadra             | Allenatore            | Calciatore più presente | Cannoniere             |
| ------------------- | --------------------- | ----------------------- | ---------------------- |
| KS Cracovia         | Janusz Filipiak       |                         | Benjamin Kallman (9)   |
| Górnik Zabrze       | Adam Matysek          |                         | Adrian Kapralik (7)    |
| Jagiellonia         | Wojciech Pertkiewicz  |                         | Jesus Imaz (12)        |
| Korona Kielce       | Łukasz Jabłoński      |                         | Evgeni Shikavka (10)   |
| Lech Poznań         | Karol Klimczak        |                         | Mikael Ishak (11)      |
| Legia Varsavia      | Dariusz Mioduski      |                         | Josué (9)              |
| ŁKS                 | Jarosław Olszowy      |                         | Dani Ramirez (9)       |
| Piast Gliwice       | Grzegorz Bednarski    |                         | Patryk Dziczek (8)     |
| Pogoń Stettino      | Jarosław Mroczek      |                         | Kamil Grosicki (13)    |
| Puszcza Niepołomice | Marek Bartoszek       |                         | Artur Craciun (7)      |
| Radomiak Radom      | Sławomir Stempniewski |                         | Pedro Henrique (8)     |
| Raków Częstochowa   | Piotr Obidziński      |                         | Ante Crnac (8)         |
| Ruch Chorzów        | Seweryn Siemianowski  |                         | Daniel Szczepan (10)   |
| Stal Mielec         | Jacek Klimek          |                         | Ilya Shkurin (16)      |
| Śląsk Breslavia     | Piotr Waśniewski      |                         | Erik Exposito (19)     |
| Warta Poznań        | Bartosz Wolny         |                         | Mateusz Kupczak (11)   |
| Widzew Łódź         | Michał Rydz           |                         | Jordi Sanchez (8)      |
| Zagłębie Lubin      | Michał Kielan         |                         | Dawid Kurminowski (12) |

## Classifica

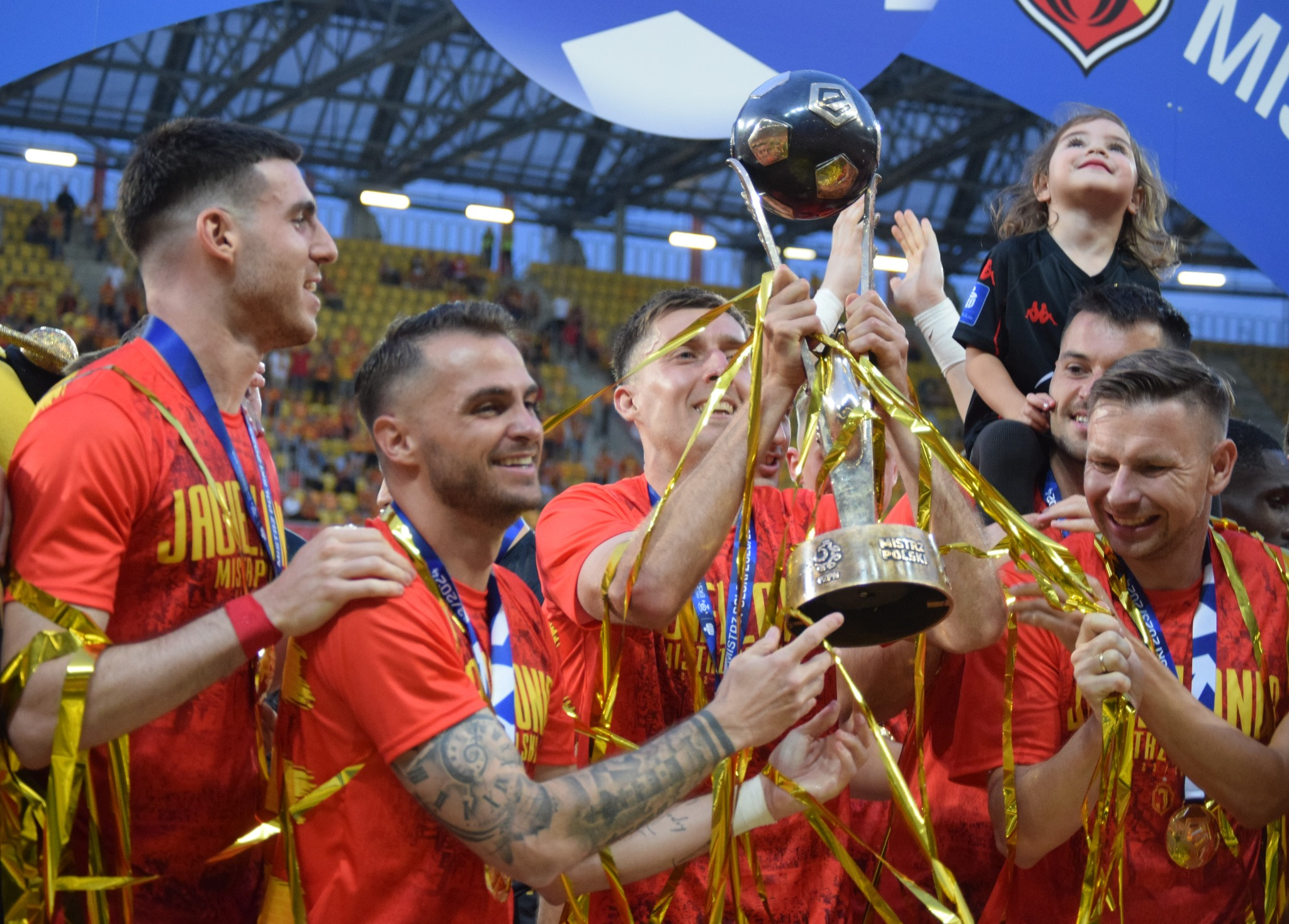
Festa dopo la vittoria del campionato polacco 2023-24

Aggiornata al 26 maggio 2024
|                    | Pos. | Squadra             | Pt | G  | V  | N  | P  | GF | GS | DR  |
| ------------------ | ---- | ------------------- | -- | -- | -- | -- | -- | -- | -- | --- |
| Polonia (bandiera) | 1.   | Jagiellonia         | 63 | 34 | 18 | 9  | 7  | 77 | 45 | +32 |
|                    | 2.   | Śląsk Breslavia     | 63 | 34 | 18 | 9  | 7  | 50 | 31 | +19 |
|                    | 3.   | Legia Varsavia      | 59 | 34 | 16 | 11 | 7  | 51 | 39 | +12 |
|                    | 4.   | Pogoń Stettino      | 55 | 34 | 16 | 7  | 11 | 59 | 38 | +21 |
|                    | 5.   | Lech Poznań         | 53 | 34 | 14 | 11 | 9  | 47 | 41 | +6  |
|                    | 6.   | Górnik Zabrze       | 53 | 34 | 15 | 8  | 11 | 45 | 41 | +4  |
|                    | 7.   | Raków Częstochowa   | 52 | 34 | 14 | 10 | 10 | 54 | 39 | +15 |
|                    | 8.   | Zagłębie Lubin      | 47 | 34 | 13 | 8  | 13 | 43 | 50 | -7  |
|                    | 9.   | Widzew Łódź         | 46 | 34 | 13 | 7  | 14 | 45 | 46 | -1  |
|                    | 10.  | Piast Gliwice       | 43 | 34 | 9  | 16 | 9  | 38 | 35 | +3  |
|                    | 11.  | Stal Mielec         | 43 | 34 | 11 | 10 | 13 | 42 | 48 | -6  |
|                    | 12.  | Puszcza Niepołomice | 40 | 34 | 9  | 13 | 12 | 39 | 49 | -10 |
|                    | 13.  | KS Cracovia         | 39 | 34 | 8  | 15 | 11 | 45 | 46 | -1  |
|                    | 14.  | Korona Kielce       | 38 | 34 | 8  | 14 | 12 | 40 | 44 | -4  |
|                    | 15.  | Radomiak Radom      | 38 | 34 | 10 | 8  | 16 | 41 | 58 | -17 |
|                    | 16.  | Warta Poznań        | 37 | 34 | 9  | 10 | 15 | 33 | 43 | -10 |
|                    | 17.  | Ruch Chorzów        | 32 | 34 | 6  | 14 | 14 | 40 | 55 | -15 |
|                    | 18.  | ŁKS                 | 24 | 34 | 6  | 6  | 22 | 34 | 75 | -41 |

Legenda:
      Campione di Polonia e ammessa alla UEFA Champions League 2024-2025.
      Ammessa alla UEFA Europa Conference League 2024-2025.
      Retrocessa in I liga 2024-2025
Note:
Tre punti a vittoria, uno a pareggio, zero a sconfitta.
La classifica viene stilata secondo i seguenti criteri:
- Punti conquistati
- Punti conquistati negli scontri diretti
- Differenza reti negli scontri diretti
- Reti realizzate negli scontri diretti
- Goal fuori casa negli scontri diretti (solo tra due squadre)
- Differenza reti generale
- Reti totali realizzate
- Classifica fair-play
- Sorteggio

### Tabellone
Aggiornato al 26 maggio 2024
Ogni riga indica i risultati casalinghi della squadra segnata a inizio della riga, contro le squadre segnate colonna per colonna (che invece avranno giocato l'incontro in trasferta). Al contrario, leggendo la colonna di una squadra si avranno i risultati ottenuti dalla stessa in trasferta, contro le squadre segnate in ogni riga, che invece avranno giocato l'incontro in casa.
|                     | CRA  | GOR  | JAG  | KOR  | LeP  | LeV  | ŁKS  | PIA  | POG  | PUS  | RAD  | RAK  | RuC  | STA  | SLA  | WAR  | WID  | ZAG  |
| ------------------- | ---- | ---- | ---- | ---- | ---- | ---- | ---- | ---- | ---- | ---- | ---- | ---- | ---- | ---- | ---- | ---- | ---- | ---- |
| KS Cracovia         | –––– | 5-0  | 2-4  | 0-0  | 1-1  | 2-0  | 2-2  | 1-1  | 1-5  | 0-1  | 6-0  | 2-0  | 4-4  | 2-2  | 0-1  | 0-1  | 2-2  | 2-1  |
| Górnik Zabrze       | 1-0  | –––– | 2-1  | 3-1  | 0-0  | 1-3  | 4-1  | 0-0  | 1-0  | 1-1  | 0-2  | 2-1  | 1-0  | 1-1  | 2-0  | 3-0  | 1-1  | 0-2  |
| Jagiellonia         | 1-3  | 4-1  | –––– | 3-0  | 1-2  | 2-0  | 6-0  | 0-0  | 2-2  | 4-1  | 3-2  | 4-2  | 1-1  | 4-0  | 3-1  | 3-0  | 2-1  | 3-0  |
| Korona Kielce       | 1-1  | 0-1  | 2-2  | –––– | 0-1  | 3-3  | 2-1  | 1-1  | 2-2  | 5-3  | 4-0  | 0-2  | 2-0  | 1-0  | 1-1  | 1-1  | 1-1  | 2-0  |
| Lech Poznań         | 0-0  | 1-1  | 3-3  | 1-2  | –––– | 1-2  | 3-1  | 0-1  | 1-0  | 4-1  | 2-0  | 4-1  | 2-0  | 2-1  | 0-0  | 2-0  | 1-3  | 2-0  |
| Legia Varsavia      | 2-0  | 2-1  | 1-1  | 1-0  | 0-0  | –––– | 3-0  | 3-1  | 1-1  | 1-1  | 0-3  | 1-2  | 3-0  | 1-3  | 0-0  | 2-2  | 3-1  | 2-1  |
| ŁKS Łódź            | 0-2  | 0-5  | 2-2  | 2-1  | 2-3  | 1-1  | –––– | 3-3  | 1-0  | 3-2  | 3-2  | 1-1  | 1-1  | 3-2  | 1-2  | 0-2  | 0-2  | 0-2  |
| Piast Gliwice       | 0-0  | 1-3  | 1-1  | 0-0  | 1-2  | 1-1  | 4-0  | –––– | 0-0  | 1-0  | 2-3  | 2-1  | 0-0  | 3-0  | 2-2  | 2-0  | 3-2  | 2-0  |
| Pogoń Stettino      | 3-1  | 1-0  | 2-1  | 3-1  | 5-0  | 3-4  | 4-2  | 0-2  | –––– | 1-0  | 0-2  | 1-1  | 5-0  | 2-3  | 0-2  | 3-3  | 2-1  | 0-2  |
| Puszcza Niepołomice | 1-1  | 2-1  | 3-3  | 1-1  | 2-1  | 1-1  | 2-1  | 1-0  | 0-2  | –––– | 1-1  | 1-1  | 2-2  | 1-0  | 1-3  | 1-0  | 1-0  | 2-2  |
| Radomiak Radom      | 0-1  | 1-1  | 0-2  | 1-1  | 2-2  | 0-1  | 3-0  | 1-1  | 0-4  | 1-1  | –––– | 2-1  | 0-2  | 2-1  | 0-1  | 3-2  | 1-3  | 3-4  |
| Raków Częstochowa   | 1-1  | 0-1  | 3-0  | 1-0  | 4-0  | 1-1  | 1-0  | 3-1  | 2-1  | 2-0  | 3-0  | –––– | 1-1  | 2-0  | 1-2  | 2-2  | 1-1  | 5-0  |
| Ruch Chorzów        | 2-0  | 1-2  | 0-1  | 1-1  | 2-1  | 0-1  | 2-0  | 3-0  | 0-3  | 0-0  | 0-0  | 3-5  | –––– | 1-1  | 2-2  | 0-0  | 2-3  | 2-2  |
| Stal Mielec         | 2-2  | 2-1  | 3-2  | 2-3  | 0-0  | 1-3  | 1-0  | 0-0  | 0-0  | 2-1  | 2-0  | 0-0  | 3-1  | –––– | 3-1  | 0-1  | 0-0  | 4-2  |
| Śląsk Breslavia     | 4-0  | 1-1  | 2-1  | 0-0  | 3-1  | 4-0  | 2-1  | 1-0  | 0-1  | 0-0  | 2-0  | 1-1  | 2-3  | 0-1  | –––– | 2-1  | 2-1  | 1-2  |
| Warta Poznań        | 0-0  | 2-0  | 1-2  | 1-0  | 0-2  | 0-1  | 0-1  | 1-1  | 0-1  | 0-2  | 0-0  | 2-1  | 2-2  | 5-2  | 0-1  | –––– | 2-1  | 1-1  |
| Widzew Łódź         | 2-0  | 3-1  | 1-3  | 3-1  | 1-1  | 1-0  | 1-0  | 1-0  | 1-2  | 3-2  | 0-3  | 0-1  | 2-1  | 1-0  | 0-2  | 0-1  | –––– | 1-3  |
| Zagłębie Lubin      | 1-1  | 1-2  | 1-2  | 1-0  | 1-1  | 0-3  | 2-1  | 1-1  | 1-0  | 1-0  | 2-3  | 2-0  | 2-1  | 0-0  | 1-2  | 1-0  | 1-1  | –––– |